# Nicolò Bulega
Nicolò Jarod Bulega (Montecchio Emilia, Italia, 16 de octubre de 1999) es un piloto de motociclismo italiano. En 2022 y 2023 compitió en el Campeonato Mundial de Supersport, resultando campeón en la segunda temporada con el equipo Aruba.it Racing Ducati. En 2024 debutó en el Campeonato Mundial de Superbikes también con Ducati, logrando la victoria en su primera carrera y resultando subcampeón como debutante.

## Biografía
Residente de San Clemente (cerca de Rimini) pero criado en Taneto di Gattatico (en la provincia de Reggio Emilia), es el hijo de Davide Bulega, un expiloto profesional. Él comenzó a competir en 2007 en el campeonato italiano de minimotos. En 2011, fue campeón italiano y europeo MiniGP Junior 50. En 2012 se consagró campeón italiano PreGP 125, mientras que en 2013 ganó el campeonato de la categoría PreGP 250. En 2014 participa en el Campeonato de España de Velocidad, la categoría de Moto3, terminando la temporada en la sexta posición. En 2015 obtiene tres terceros lugares, tres segundos puestos y una victoria, y se consagrá campeón en la última carrera en Valencia.

### Moto3
Hizo su debut en la categoría Moto3 en 2015, compitiendo en el Gran Premio de Valencia como wild-card a bordo de una KTM RC 250 GP del SKY Racing Team VR46.
En 2016 se incorporó al equipo SKY Racing Team VR46, como compañero de equipo de Andrea Migno, Romano Fenati y Lorenzo Dalla Porta. En el primer gran Premio de la temporada en Catar, llegó sexto después de haber luchado largamente en el grupo de cabeza. En el Gran Premio de España consigue su primera pole position y su primer podio en el campeonato. También obtiene el tercer lugar en Japón. Terminó la temporada, en el 7.º lugar en la clasificación de pilotos con 129 puntos.

### Supersport
El 22 de septiembre de 2021 se anunció oficialmente que Nicolò Bulega dejará Moto2 para pasar al Campeonato Mundial de Supersport de la mano del Aruba.it Racing WorldSSP. Pilotara una Ducati Panigale V2 en el regreso de la marca de Borgo Panigale al Campeonato Mundial de Supersport.
Finalmente, en la temporada 2023 se proclamó campeón del mundo de Supersport, garantizándole un puesto en el mundial de Superbikes al año siguiente, tras una dominante temporada a bordo de la Panigale V2 del equipo Aruba.it Racing WorldSSP.

### Superbikes
En agosto de 2023, tras una gran temporada en Supersport en la que se proclamó campeón del mundo, Ducati anunció que promocionaría en la temporada siguiente al equipo oficial, como compañero del campeón de Superbikes, Álvaro Bautista  En la primera carrera de la temporada, en el circuito de Phillip Island , Bulega debutó con un triplete, cruzando la meta en primer lugar tras marcar la vuelta rápida de la carrera y la pole position. En las carreras centrales del campeonato es el único piloto que se mantiene en la lucha ante la supremacía técnica de Toprak Razgatlıoğlu y sus trece victorias consecutivas. Durante la lesión del piloto turco tuvo la oportunidad de recortar distancias en la clasificación, consiguiendo otras victorias que le permitieron mantenerse en la lucha por el título hasta el último Gran Premio en Jerez. Precisamente en Jerez , a pesar de ganar la primera carrera, el título fue para Razgatlıoğlu; quedando Bulega subcampeón mundial. Bulega consiguió un total de 24 podios -un récord absoluto para un debutante en la categoría- incluyendo 6 victorias, 15 segundos puestos, 3 terceros puestos, junto con 11 vueltas rápidas en carrera.

## Resultados

### Campeonato del Mundo de Motociclismo
Sistema de puntuación de 1993 hasta 2022:
| Posición | 1.º | 2.º | 3.º | 4.º | 5.º | 6.º | 7.º | 8.º | 9.º | 10.º | 11.º | 12.º | 13.º | 14.º | 15.º |
| Puntos   | 25  | 20  | 16  | 13  | 11  | 10  | 9   | 8   | 7   | 6    | 5    | 4    | 3    | 2    | 1    |

#### Por temporada
| Temp. | Cat.  | Moto  | Equipo                    | N.º | Carreras | Victorias | Podios | Poles | V.Rap | Pts. | Pos. |
| ----- | ----- | ----- | ------------------------- | --- | -------- | --------- | ------ | ----- | ----- | ---- | ---- |
| 2015  | Moto3 | KTM   | SKY Racing Team VR46      | 8   | 1        | 0         | 0      | 0     | 0     | 4    | 31.º |
| 2016  | Moto3 | KTM   | SKY Racing Team VR46      | 8   | 18       | 0         | 2      | 1     | 2     | 129  | 7.º  |
| 2017  | Moto3 | KTM   | SKY Racing Team VR46      | 8   | 17       | 0         | 0      | 1     | 0     | 81   | 12.º |
| 2018  | Moto3 | KTM   | SKY Racing Team VR46      | 8   | 14       | 0         | 0      | 0     | 0     | 18   | 26.º |
| 2019  | Moto2 | Kalex | SKY Racing Team VR46      | 11  | 18       | 0         | 0      | 0     | 0     | 48   | 17.º |
| 2020  | Moto2 | Kalex | Federal Oil Gresini Moto2 | 11  | 15       | 0         | 0      | 0     | 0     | 32   | 20.º |
| 2021  | Moto2 | Kalex | Federal Oil Gresini Moto2 | 11  | 16       | 0         | 0      | 0     | 0     | 12   | 26.º |
| Total |       |       |                           |     | 99       | 0         | 2      | 2     | 2     | 324  |      |

#### Por categoría
| Cat.  | Temp.     | 1.º Gran Premio | 1.º Podio   | 1.º Victoria | Carreras | Victorias | Podios | Poles | V.Ráp. | Pts | CM |
| ----- | --------- | --------------- | ----------- | ------------ | -------- | --------- | ------ | ----- | ------ | --- | -- |
| Moto3 | 2015-2018 | Valencia 2015   | España 2016 |              | 50       | 0         | 2      | 2     | 2      | 232 | -  |
| Moto2 | 2019-2021 | Catar 2019      |             |              | 49       | 0         | 0      | 0     | 0      | 92  | -  |
| Total | 2015–2021 | 2015–2021       | 2015–2021   | 2015–2021    | 99       | 0         | 2      | 2     | 2      | 324 | 0  |

#### Carreras por año
(Carreras en negrita indica pole position, carreras en cursiva indica vuelta rápida)
| Año  | Cat.  | Moto  | 1       | 2       | 3       | 4       | 5       | 6       | 7       | 8       | 9       | 10      | 11     | 12     | 13      | 14      | 15      | 16      | 17      | 18      | 19     | Pos. | Pts. |
| ---- | ----- | ----- | ------- | ------- | ------- | ------- | ------- | ------- | ------- | ------- | ------- | ------- | ------ | ------ | ------- | ------- | ------- | ------- | ------- | ------- | ------ | ---- | ---- |
| 2015 | Moto3 | KTM   | QAT     | AME     | ARG     | SPA     | FRA     | ITA     | CAT     | NED     | GER     | IND     | CZE    | GBR    | RSM     | ARA     | JPN     | AUS     | MAL     | VAL 12  |        | 31.º | 4    |
| 2016 | Moto3 | KTM   | QAT 6   | ARG 18  | AME 10  | SPA 2   | FRA 5   | ITA 8   | CAT 5   | NED 7   | GER Ret | AUT 9   | CZE 9  | GBR 5  | RSM 4   | ARA Ret | JPN 3   | AUS Ret | MAL Ret | VAL 17  |        | 7.º  | 129  |
| 2017 | Moto3 | KTM   | QAT 14  | ARG 16  | AME 5   | SPA 7   | FRA 17  | ITA 10  | CAT 9   | NED 10  | GER 4   | CZE 23  | AUT 11 | GBR 20 | RSM 5   | ARA 14  | JPN 12  | AUS 11  | MAL Ret | VAL DNS |        | 12.º | 81   |
| 2018 | Moto3 | KTM   | QAT Ret | ARG Ret | AME Ret | SPA 17  | FRA Ret | ITA 21  | CAT Ret | NED 11  | GER 14  | CZE 19  | AUT 23 | GBR C  | RSM Ret | ARA 14  | THA 7   | JPN     | AUS     | MAL     | VAL    | 26.º | 18   |
| 2019 | Moto2 | Kalex | QAT Ret | ARG Ret | AME     | SPA 9   | FRA 10  | ITA Ret | CAT 13  | NED Ret | GER 18  | CZE 7   | AUT 13 | GBR 20 | RSM Ret | ARA 12  | THA 8   | JPN Ret | AUS 12  | MAL 12  | VAL 22 | 17.º | 48   |
| 2020 | Moto2 | Kalex | QAT 18  | SPA 14  | AND 12  | CZE 14  | AUT 16  | EST 13  | RSM 15  | ERM 11  | CAT Ret | FRA Ret | ARA 18 | TER 17 | EUR 8   | VAL 9   | POR Ret |         |         |         |        | 20.º | 32   |
| 2021 | Moto2 | Kalex | QAT 22  | DOH 17  | POR Ret | SPA Ret | FRA 11  | ITA DNS | CAT 17  | GER 11  | NED 19  | EST 22  | AUT 22 | GBR 14 | ARA Ret | RSM 17  | AME DNS | ERM 18  | ALG 22  | VAL 24  |        | 26.º | 12   |

### Campeonato Mundial de Supersport

#### Por temporada
| Temp. | Moto               | Equipo                        | N.º   | Carreras | Victorias | Podios | Poles | V.Rap. | Pts. | Pos. |
| ----- | ------------------ | ----------------------------- | ----- | -------- | --------- | ------ | ----- | ------ | ---- | ---- |
| 2022  | Ducati Panigale V2 | Aruba.it Racing WorldSSP Team | 11    | 24       | 0         | 9      | 0     | 3      | 242  | 4.º  |
| 2023  | Ducati Panigale V2 | Aruba.it Racing WorldSSP Team | 11    | 24       | 16        | 21     | 10    | 11     | 503  | 1.º  |
| Total | Total              | Total                         | Total | 48       | 16        | 30     | 10    | 14     | 745  |      |

#### Carreras por año
(Carreras en negrita indica pole position, carreras en cursiva indica vuelta rápida)
| Año  | Moto   | 1     | 1     | 2     | 2     | 3     | 3       | 4     | 4       | 5       | 5     | 6     | 6     | 7      | 7     | 8       | 8      | 9      | 9      | 10     | 10    | 11    | 11    | 12    | 12    | Pos. | Pts. |
| Año  | Moto   | R1    | R2    | R1    | R2    | R1    | R2      | R1    | R2      | R1      | R2    | R1    | R2    | R1     | R2    | R1      | R2     | R1     | R2     | R1     | R2    | R1    | R2    | R1    | R2    | Pos. | Pts. |
| ---- | ------ | ----- | ----- | ----- | ----- | ----- | ------- | ----- | ------- | ------- | ----- | ----- | ----- | ------ | ----- | ------- | ------ | ------ | ------ | ------ | ----- | ----- | ----- | ----- | ----- | ---- | ---- |
| 2022 | Ducati | SPA 5 | SPA 3 | NED 3 | NED 4 | POR 3 | POR Ret | ITA 3 | ITA 3   | GBR Ret | GBR 3 | CZE 9 | CZE 2 | FRA 11 | FRA 3 | SPA Ret | SPA 14 | POR 15 | POR 10 | ARG 11 | ARG 8 | INA 6 | INA 7 | AUS 2 | AUS 4 | 4.º  | 242  |
| 2023 | Ducati | AUS 1 | AUS 1 | INA 5 | INA 3 | NED 1 | NED 1   | SPA 1 | SPA Ret | ITA 1   | ITA 2 | GBR 1 | GBR 1 | ITA 3  | ITA 2 | CZE 1   | CZE 16 | FRA 1  | FRA 1  | SPA 1  | SPA 1 | POR 1 | POR 2 | SPA 1 | SPA 1 | 1.º  | 503  |

### Campeonato Mundial de Superbikes

#### Por temporada
| Temp. | Moto                 | Equipo                   | Carreras | Victorias | Podios | Poles | V.Ráp. | Pts. | Pos. |
| ----- | -------------------- | ------------------------ | -------- | --------- | ------ | ----- | ------ | ---- | ---- |
| 2024  | Ducati Panigale V4 R | Aruba.it Racing – Ducati | 36       | 6         | 24     | 4     | 11     | 484  | 2.º  |
| 2025  | Ducati Panigale V4 R | Aruba.it Racing – Ducati |          |           |        |       |        | *    | *    |
| Total |                      |                          | 45       | 10        | 31     | 5     | 15     | 620  |      |

- * Temporada en curso.

#### Carreras por año
(Carreras en negrita indica pole position, carreras en cursiva indica vuelta rápida)
| Año  | Moto   | 1     | 1     | 1     | 2     | 2     | 2     | 3      | 3       | 3       | 4     | 4     | 4     | 5     | 5     | 5     | 6     | 6       | 6     | 7     | 7     | 7     | 8       | 8      | 8     | 9     | 9     | 9     | 10      | 10    | 10    | 11    | 11    | 11    | 12    | 12    | 12    | Pos. | Pts. |
| Año  | Moto   | R1    | CS    | R2    | R1    | CS    | R2    | R1     | CS      | R2      | R1    | CS    | R2    | R1    | CS    | R2    | R1    | CS      | R2    | R1    | CS    | R2    | R1      | CS     | R2    | R1    | CS    | R2    | R1      | CS    | R2    | R1    | CS    | R2    | R1    | CS    | R2    | Pos. | Pts. |
| ---- | ------ | ----- | ----- | ----- | ----- | ----- | ----- | ------ | ------- | ------- | ----- | ----- | ----- | ----- | ----- | ----- | ----- | ------- | ----- | ----- | ----- | ----- | ------- | ------ | ----- | ----- | ----- | ----- | ------- | ----- | ----- | ----- | ----- | ----- | ----- | ----- | ----- | ---- | ---- |
| 2024 | Ducati | AUS 1 | AUS 5 | AUS 5 | BAR 2 | BAR 4 | BAR 2 | NED 11 | NED 2   | NED 8   | MIS 2 | MIS 2 | MIS 2 | GBR 4 | GBR 2 | GBR 2 | CZE 6 | CZE 2   | CZE 2 | POR 7 | POR 5 | POR 2 | FRA Ret | FRA 1  | FRA 1 | ITA 2 | ITA 4 | ITA 3 | ARA Ret | ARA 3 | ARA 3 | EST 2 | EST 1 | EST 2 | SPA 1 | SPA 1 | SPA 2 | 2.º  | 484  |
| 2025 | Ducati | AUS 1 | AUS 1 | AUS 1 | POR 2 | POR 2 | POR 2 | NED 1  | NED Ret | NED Ret | ITA 1 | ITA 1 | ITA 1 | CZE 2 | CZE 2 | CZE 1 | MIS 2 | MIS Ret | MIS 2 | GBR 2 | GBR 2 | GBR 2 | HUN 2   | HUN 13 | HUN 2 | FRA   | FRA   | FRA   | ARA     | ARA   | ARA   | EST   | EST   | EST   | SPA   | SPA   | SPA   | 2.º  | 381  |

- * Temporada en curso.

## Palmarés
| Predecesor: Fabio Quartararo   | Campeón del FIM CEV Moto3 Junior World Championship 2015 | Sucesor: Lorenzo Dalla Porta |
| Predecesor: Dominique Aegerter | Campeón Mundial de Supersport 2023                       | Sucesor: Adrián Huertas      |